# 24. Armee (Wehrmacht)
Die 24. Armee / Armeeoberkommando 24 (AOK 24) war eine Kommandobehörde des Heeres der Wehrmacht während des Zweiten Weltkrieges.

## Geschichte
Einsatzgebiet:
- Süddeutschland: Oktober 1944 bis Mai 1945

Die 24. Armee wurde im Oktober 1944 an der Grenze zur Schweiz aufgestellt. Sie wurde aus dem Territorialstab des Wehrkreiskommandos V gebildet. Außer dem Erkundungsstab 8 waren ihr von Februar bis April 1945 keine eigenen Verbände unterstellt. Ab März 1945 trug die 24. Armee die Bezeichnung „Festung Alpen“ (→ Alpenfestung) und war zeitweilig der 19. Armee unterstellt.
Auch die 19. Armee war ein Verband mit kaum mehr als Divisionsstärke. Sie setzten sich aus Truppen aus dem Hauptquartier zusammen, die mit Einheiten aus Volkssturm und Grenzsicherungsbataillone aufgefüllt wurden. Die 24. Armee hatte den Auftrag einen möglichen Vormarsch der Alliierten über die neutrale Schweiz zu verhindern. Sie kam nicht über das Stadium einer reinen Rumpftruppe hinaus und kapitulierte im Mai 1945.

## Personen
| Dienstzeit                    | Dienstgrad             | Name         |
| ----------------------------- | ---------------------- | ------------ |
| November 1944 bis 6. Mai 1945 | General der Infanterie | Hans Schmidt |

| Dienstzeit                    | Dienstgrad     | Name       |
| ----------------------------- | -------------- | ---------- |
| November 1944 bis 6. Mai 1945 | Oberstleutnant | Seitzinger |

| Dienstzeit                    | Dienstgrad | Name   |
| ----------------------------- | ---------- | ------ |
| November 1944 bis 6. Mai 1945 | Hauptmann  | Köhler |

## Gliederung
- Division Nr. 405
- Kampfgruppe Friedrichshafen
- Kampfgruppe Bodensee